# Камі-Сіхоро

43°13′58″ пн. ш. 143°17′46″ сх. д. / 43.23278° пн. ш. 143.29611° сх. д.
Ка́мі-Сіхоро́ (яп. 上士幌町, かみしほろちょう, МФА: [kamʲi ɕihoɾo t͡ɕoː]) — містечко в Японії, в повіті Като округу Токаті префектури Хоккайдо. Станом на 1 жовтня 2008 року площа містечка становила 694,09 км². Станом на 31 березня 2017 населення містечка становило 4944 осіб.